# Kraljevina Bavarska

Kraljevina Bavarska (njem. Königreich Bayern) je bila njemačka država koja je postojala od 1806. do 1918. godine. Bavarski izborni knez Maksimilian IV. Josip, iz dinastije Wittelsbach postao je prvi kralj Bavarske 1806. godine kao Maksimilijan I. Josip. Monarhija će i dalje biti pod nadzorom Wittelsbacha do raspada kraljevstva godine 1918. godine. Većina Bavarske u suvremenim granicama uspostavljena je nakon 1814. godine s Ugovorom u Parizu, u kojem Bavarska ustupila Tirol i Vorarlberg habsburškoj monarhiji, dok prima Aschaffenburg i dio Hessen-Darmstadta. Od ujedinjenja Njemačke 1871. godine, Bavarska je ostala dio Njemačke. Kao država unutar Njemačkog Carstva, kraljevina Bavarska je bila druga po veličini nakon Kraljevine Pruske.

## Popis bavarskih kraljeva
- Maksimilijan I. Josip (1806. – 1825.)
- Ludvig I. (1825. – 1848.)
- Maksimilijan II. Josip (1848. – 1864.)
- Ludvig II. (1864. – 1886.)
- Oton I. (1886. – 1912.)
- Ludvig III. (1913. – 1918.)